# Тахара
Тахара (јап. 田原市 Тахара-ши) је град који се налази у Аићи префектури у Јапану. Од 1. октобра 2019. Процењено је да у граду има 60,206 становника, а да је густина насељености 315 људи по km². Целокупна градска област се простире на 191,12  km².

## Географија
Тахара се налази на југу префектуре Аићи и заузима већи део полуострва Ацуми. На северу полуострва налази се залив Микава, а на југу је Филипинско море. Управо због тога што је окружен водом, град има топлу морску климу.

### Клима
Град има климу коју карактеришу топла и влажна лета и релативно благе зиме (Кепенова класификација климата). Просечна годишња температура у Тахари износи 15,8°C. Највећи број кишних падавина је у септембру и износи 1762 mm. Највише температуре су у августу, у просеку 27,1°C, а најниже у јануару са просеком од 5,2°C.

## Демографија
Према јапанским изворима, број становништва се није значајно променио у последњих 60 година.
| Популација (ист.) | Популација (ист.) | Популација (ист.) |
| Год.              | Поп.              | ± %               |
| ----------------- | ----------------- | ----------------- |
| 1950.             | 65,095            | —                 |
| 1960.             | 59,12             | −9,2%             |
| 1970.             | 56,248            | −4,9%             |
| 1980.             | 60,581            | +7,7%             |
| 1990.             | 64,978            | +7,3%             |
| 2000.             | 65,534            | +0,9%             |
| 2010.             | 64,128            | −2,1%             |

## Историја
Област коју данас заузима град Тахара, непрекидно је окупирана још од праисторијског времена. Археолози су пронашли многобројне остатке из периода Џомон, као и погребне хумке из периода Кофун. Током Нара периода област је припадала древној земљи Ацуми и била је подељена на неколико шоена током периода Хеиан. Током периода Камакура, ова област била је позната по производњи одређене врсте грнчарије. Током Сенгоку периода, област је била под контролом Тода клана, који је конструисао Замак Тахара. Тода клану, који је био у савезу са Токугава Ијејасуом, за време Тојотомија Хидејошија бива одузета земља. Међутим, на почетку Едо периода, они поново успостављају власт и то као даимјои Кнежевине Тахара. Касније, на њихово место долази клан Мијаке, који је владао све до краја Токугава шогуната.
На почетку Меиђи периода, 1. октобра 1889. године Тахара бива организована у већи број села у оквиру округа Ацуми, под утицајем  модерног општинског система. Село Тахара постало је град 3. октобра 1892., а село Фукуе постало је град Фукуе 22. фебруара 1897. Фукуе 15. априла 1955. Мења име у Ацуми. 11. новембра 1958., село Акабане постаје град.
Град Тахара је основан 20. августа 2003. Нешто касније, Тахара и Акабане се спајају, а 1. октобра 2005. прикључује им се и град Ацуми. Последица спајања ова три града је престанак постојања Ацуми округа.

## Влада
Грађани на изборима бирају градоначелника заједно са осамнаесточланим једнодомним законодавним већем. У погледу националне политике, град је део округа Аићи и део Палате представника у Парламенту Јапана.

## Економија
Тахара је регионални комерцијални центар са економијом у којој доминирају мануфактура и земљорадња. Захваљујући својим дугим обалама, Тахара има бројне луке које се користе за комерцијални риболов. Главни индустријски послодавац је Тојота,  која има своју високо награђивану Тахара фабрику за производњу возила марке Лексус, као и одређених Тојота модела. Ови модели намењени су како домаћем, тако и интернационалном тржишту. Од 1979. до 1999. У Тахари су се производили модели Тојота Селика.

## Енергија
Тахара има конзорцијум компанија које улажу у развој обновљиве енергије. Од новембра 2014. нова генерација постројења за производњу електричне енергије користи соларну енергију и енергију ветра како би повремено, у зависности од времена, снабдевала 19.000 домаћинстава електричном енергијом.

## Образовање
Тахара има 18 основних школа, 5 средњих школа којима управља градско веће и 3 колеџа којима управља Одбор за едукацију Аићи префектуре.

## Транспорт

### Железнице
Тојохаши железница - линија Ацуми
Јагумадаи - Тошима  - Камбе  - Микава Тахара

#### Ауто-путеви
1.Национална рута 259  је главни ауто-пут који се вертикално креће кроз полуострво Ацуми. Алтернативно читање канђија у овој бројчаној ознаци за ауто-пут је ђи-го-ку. На јапанском ђигоку значи пакао, па га зато многи људи називају „ђигоку доуро“ или „Пут до пакла“ (Highway to Hell).  Назив је настао на основу чињенице да је на ауто-путу долазило до велике стопе смртности при несрећама, посебно на пре него што је проширен и унапређен.
- Национална рута 42.

##### Аутобуси
Аутобуси компаније Тојотецу, као и градски еколошки аутобуси саобраћају Тахаром, чак и до најзападније тачке -  Рта Ираго.

###### Луке
Од луке Ираго трајект Исеван повезује Тахару са градом Тоба у префектури Мие. Трајект превози и моторна возила. Такође, пристаје на Централни јапански међународни аеродром, саграђен на вештачком острву – залив Исе, јужно од Нагоје.

## Партнерски градови
1.Џорџтаун, Кентаки, САД – од 20. априла 1990.
- Принстон, Индијана, САД[6] – од 8. августа 2002.
- Куншан, Ђангсу, Кина[6] – од 14. маја 1993.
- Донгјакгу, Сеул, Јужна Кореја[6] – од децембра 2006.
- Мијада, Нагано, Јапан – од 9. новембра 1999.

## Локалне атракције
1.Јошиго Каизука – шкољчани нанос из периода Џомон
- Замак Тахара
- Плажа Кођигахама – залив Ираго – звукови таласа са ове плаже налазе се на листи од Стотину природних звукова Јапана[7], направљеној од стране Министарства за заштиту животне средине
- Казан ђинђа
- Плажа Акабане или „Дуга плажа“ – ова плажа је поред многих интернационалних сурферских такмичења, била домаћин и Светским сурферским играма 2018. године.

## Познати из Тахаре
Ватанабе Казан -  самурај и уметник из Едо периода
Нобору Уеда - мотоциклиста